# Apáthy István (villamosmérnök)
Apáthy István (Eichstätt, 1945. november 21. –) Széchenyi-díjas magyar villamosmérnök. Az első magyar űrelektronikai berendezés egyik fejlesztője, az első kelet-európai mikroprocesszoros űreszköz főkonstruktőre. Az ő vezetésével, illetve részvételével készültek töltött részecske energia-spektrométerek a VEGA és Rosetta üstökös-szondákra és a Fobosz Mars-szondákra. A második generációs „Pille” dózismérő rendszer főkonstruktőre (Mir űrállomás, Nemzetközi Űrállomás).

## Életpályája
Apáthy István 1945-ben született a bajorországi Eichstättben. 1969-ben a Budapesti Műszaki Egyetemen szerzett   villamosmérnöki diplomát, majd 1994-ben a FEANI-tól kapott Európai Mérnök diplomát.
A Műszaki Egyetem befejezése után két évig a Távközlési Kutató Intézetben, majd az MTA KFKI-ba dolgozott, az Atomenergia Kutatóintézet kutatója, főtanácsos, az Űrdozimetriai kutatócsoport vezetője. Az Atomenergia Kutatóintézet kutatója, főtanácsos, az Űrdozimetriai kutatócsoport vezetője.
1985-től 1989-ig mint vendégkutató dolgozott a Max Planck Institut für Aeronomie-ban. Szakterülete: az elektronikai mérőműszerek fejlesztése űreszközök fedélzetére. 
Apáthy István az első magyar űrelektronikai berendezés egyik fejlesztője és egyúttal az első kelet-európai mikroprocesszoros űreszköz főkonstruktőre. Az ő részvételével készültek töltött részecske energia-spektrométerek a VEGA és Rosetta üstökös-szondákra és a Fobosz Mars-szondákra. A második generációs „Pille”
dózismérő rendszer főkonstruktőre (Mir űrállomás, Nemzetközi Űrállomás).
A Magyar Tudományos Akadémia Energiatudományi Kutatóközpontjának külső műszaki szakértője.
Több mint 100 cikke jelent meg, melyeknek szerzője vagy társszerzője.

## Kitüntetései, díjai
Munkásságáért több kitüntetésben részesült: 
- Nagy Ernő emlékérem (1982)
- A Magyar Népköztársaság Állami Díja (1986)
- MTESZ Díj (2003)
- Bay Zoltán emlékérem (2005)
- Gábor Dénes-díj (2008)
- Széchenyi-díj (2015)

## Tagságai
- A Magyar Asztronautikai Társaság elnökségi tagja
- A Magyar Mérnökakadémia tagja
- Az Űrkutatási Tudományos Tanács tagja
- Az AEKI Tudományos Tanácsának tagja
- Az International Academy of Astronautics levelező tagja.